# پیاریدج (آرکانزاس)
پیاریدج (آرکانزاس) (به انگلیسی: Pea Ridge, Arkansas) یک شهر در ایالات متحده آمریکا با جمعیت ۴٬۷۹۴ نفر است که در آرکانزاس واقع شده‌است.

## موقعیت جغرافیایی
موقعیت جغرافیایی شهرها و مناطق اطراف به شرح زیر است: